# Fort aan de Fuikvaart
Fort aan de Fuikvaart is een niet gerealiseerd fort van de Stelling van Amsterdam bij de Fuikvaart en Nieuwebrug in Haarlemmermeer aan de Ringvaart. Het fort zou gesitueerd zijn tussen het Fort aan de Liede en het Fort bij Vijfhuizen in de Sector Sloten en Groep Halfweg.  De Stelling kent in dit gebied een grote dichtheid aan forten door de beperkte inundatiemogelijkheden, grillige structuur van dit gebied en verschillende toegangswegen tot Amsterdam. Hierdoor werd een verdediging met forten op korte afstand van elkaar vereist.
Dit fort zou als doel gehad hebben het acces dat de Fuikvaart vormde te verdedigen.

## Ontwerp
Wat betreft het ontwerp, dat dateert uit 1906, zou het fort erg geleken moeten hebben op het Fort bij Hoofddorp. Het ontwerp wijkt daardoor sterk af van het gebruikelijke lay-out Type A en zou een opstap zijn naar het lay-out Type B. Het ontwerp van het fort had een hoofdgebouw met twee verdiepingen. Het had moeten beschikken over een enkele keelkazemat en gebouwen voor hefkoepels met uitgebreide poternes.

### Bezetting
In 1904 was de planning dat er zo’n 180 manschappen in het fort gepositioneerd konden worden. In 1911 was dit aantal teruggeschroefd naar 140. Waarvan 100 man infanterie en 40 man veldartillerie.

## Niet uitgevoerd
De bouwplannen voor het Fort aan de Fuikvaart zijn nooit uitgevoerd. Er wordt aangenomen door gewijzigde inzichten na 1914 en het uitbreken van de Eerste Wereldoorlog dat jaar. Er bestaan echter ook theorieën dat de bouwplannen van dit fort als doel had om met de plannen buitenlandse spionagediensten te misleiden, maar verondersteld wordt dat dit slechts een bijkomend effect is.
Het fort mag dan nooit gebouwd zijn, maar uit 1916 zijn foto’s bekend van een Positie aan de Fuikvaart. Deze bestond uit een aarden batterij, loopgraven en onderkomens. 
De beoogde locatie van het fort bij de Ringdijk is gebruikt voor de uitbreiding van buurtschap Nieuwebrug. De Fuikvaart behoort sinds 1928 tot Haarlem en de loop er van is in de jaren 50 van de 20e eeuw gewijzigd, waardoor het voor scheepvaart niet langer een directe verbinding heeft met het Spaarne.